# Myra (cantante)
Myra, pseudonimo di Mayra Caról Ambriz Quintana (Los Angeles, 21 maggio 1986), è un cantante statunitense.
Ha origini messicane ed è anche ballerina. È nota in particolare per due brani del 2001 inseriti in altrettanti film, ovvero Dancing in the Street per il film Ricreazione - La scuola è finita e Miracles Happen (When You Believe) per il film Pretty Princess.

## Discografia

### Album in studio
- 1997 - Mensajera del Amór
- 2001 - Myra
- 2001 - Milagros
- 2001 - Myra+more

### EP
- 2001 - Introducing Myra

## Filmografia
- Max Keeble alla riscossa (Max Keeble's Big Move), regia di Tim Hill (2001)